# Horatio Nelson
Horatio Nelson (Burnham Thorpe, 29. rujna 1758. – Trafalgar, 21. listopada 1805.) bio je britanski pomorac i admiral.
U velikoj pomorskoj Bitki kod rta Trafalgara, između Gibraltarskih vrata i grada Cadiza, u kojoj je 21. listopada 1805. godine britanska mornarica nanijela katastrofalan poraz udruženoj francusko-španjolskoj floti, poginuo je i proslavljeni britanski pomorac i viceadmiral Horatio Nelson. Pogodio ga je smrtonosan hitac iz muškete sa španjolskog broda Santissima Trinidad. Slavu jednog od najvećih stratega pomorskog ratovanja Nelson je stekao u bitkama protiv revolucionarne Francuske i Napoleona. Njegove pomorske pobjede osigurale su Britanskom Carstvu stoljetnu nadmoć na moru. 